# りゅう座ガンマ星
りゅう座γ星（りゅうざガンマせい）は、りゅう座で最も明るい恒星で2等星。

## 概要
橙色に輝く巨星であり、直径は太陽の50倍である。太陽の位置においた場合、表面が水星の軌道の半分辺りまで達する。現在、巨星化が進んでおり、徐々に増光中で、ヘリウムの核融合がいずれ始まるものと考えられている。
150万年後、おそらく地球の28光年先を通り過ぎる。シリウスの光度が現在と変わらなければ、全天中最も明るい星になるだろうと考えられている。
1728年、天文学者ジェームズ・ブラッドリーはこの星の年周視差を測定するのを試みていて失敗し、偶然光行差が地球の動きから生じていると発見した。ブラッドリーの発見は、ニコラウス・コペルニクスが提唱した、地球が太陽の周りを公転しているという地動説 の立証につながった。
ジャコビニ流星群の放射点が近くにある。

## 名称
固有名のエルタニン (Eltanin) 、アラビア語で「蛇」を意味する التنين Al-Tinnin に由来している。2016年8月21日に国際天文学連合の恒星の命名に関するワーキンググループ (Working Group on Star Names, WGSN) は、Eltanin をりゅう座γ星の固有名として正式に承認した。
元々トレミーがこの星をりゅう座の頭の部分として描いていたことから、かつてはアラビア語で「蛇の頭」を意味する言葉に因んでラスタバン (Rastaban) と呼ばれていた 。また、旧グリニッジ天文台の天頂を通ることから、Zenith Star（天頂の星）という別名も持つ。